# 충청남도 소방본부
충청남도 소방본부(忠淸南道 消防本部, Chungnam Fire Service Headquarter)는 충청남도를 관할하는 충청남도청 산하의 소방본부이다. 충청남도 홍성군 홍북읍 충남대로 21에 위치하고 있다.
본부장은 소방감으로 보하며, 산하에 16개 소방서, 1개 소방학교, 1개 특수대응단, 1개 안전체험관,1개 복합시설을 두고 있다.

## 연혁
- 1946년 4월 충청남도 소방위원회 설치
- 1947년 4월 충청남도 소방청 설치
- 1948년 11월 충청남도 소방청 폐지, 충청남도 치안국 소방과 설치
- 1975년 9월 충청남도 민방위국 소방과 설치
- 1991년 12월 소방업무를 기초자치에서 광역자치로 전환
- 1992년 4월 충청남도 소방본부 발족
- 1998년 9월 충청남도 소방안전본부로 개칭
- 2013년 7월 충청남도 소방본부로 개칭

### 역대 본부장
| 대수     | 이름   | 임기                               |
| -------- | ------ | ---------------------------------- |
| 제1대    | 김영원 | 1992년 4월 8일 ~ 1994년 3월 31일   |
| 제2대    | 황신야 | 1994년 4월 1일 ~ 1995년 5월 2일    |
| 제3대    | 신건승 | 1995년 5월 3일 ~ 1998년 9월 30일   |
| 제4대    | 김철종 | 1998년 10월 1일 ~ 2001년 2월 12일  |
| 제5대    | 임용배 | 2001년 2월 13일 ~ 2004년 1월 11일  |
| 제6대    | 조택희 | 2004년 1월 12일 ~ 2005년 1월 23일  |
| 제7대    | 최철영 | 2005년 1월 24일 ~ 2007년 7월 4일   |
| 제8대    | 장석화 | 2007년 7월 5일 ~ 2010년 7월 5일    |
| 제9대    | 이현영 | 2010년 7월 6일 ~ 2011년 3월 10일   |
| 제10대   | 김영석 | 2011년 3월 11일 ~ 2012년 11월 15일 |
| 제11대   | 정문호 | 2012년 11월 16일 ~ 2014년 3월 31일 |
| 제12대   | 한상대 | 2014년 4월 1일 ~ 2016년 5월 15일   |
| 제13대   | 이창섭 | 2016년 5월 16일 ~ 2018년 10월 4일  |
| 제14대   | 윤순중 | 2018년 10월 5일 ~ 2020년 1월 16일  |
| 제15대   | 손정호 | 2020년 1월 17일 ~ 2020년 12월 31일 |
| 직무대리 | 김경철 | 2021년 1월 1일 ~ 2022년 1월 3일    |
| 제16대   | 김연상 | 2022년 1월 3일 ~ 2023년 12월 31일  |
| 제17대   | 권혁민 | 2024년 1월 1일 ~ 2025년 3월 11일   |
| 직무대리 | -      | 2025년 3월 12일 ~ 2025년 3월 16일  |
| 제18대   | 성호선 | 2025년 3월 17일 ~                  |

## 조직
| - 소방행정과 - 소방행정팀 - 기획예산팀 - 회계장비팀 - 소방감찰팀 - 안전보건팀 - 복합시설팀 | - 화재대책과 - 화재대책팀 - 예방교육팀 - 현장조사팀 - 의용소방팀 - 소방특사경팀 | - 광역기동단 - 재난대책팀 - 구급팀 - 구조팀 - 기동대 - 소방항공대 | - 종합방재센터 - 상황지원팀 - 상황1팀 - 상황2팀 - 상황3팀 - 소방정보통신팀 - 구급상황관리센터 |

## 주요 업무

### 소방감사담당관
- 소방업무 감사·감찰 등에 관한 사항
- 공직자재산등록, 공직윤리 및 청렴도 향상 등에 관한 사항
- 소방특별사법경찰 운영 및 소송 등 법무 업무 지원 등에 관한 사항
- 소방서ᐧ지방소방학교 정기종합감사 및 부분감사 등에 관한 사항

### 소방행정과
- 소방정책 기획, 성과분석·평가·관리 및 의회대응협력 등에 관한 사항
- 소방공무원 임용, 정원관리, 채용, 상훈, 복무관리 및 교육훈련 등에 관한 사항
- 직장협의회 등 조직문화 개선, 보건복지 및 안전관리 등에 관한 사항
- 소방공무원 후생복지 및 공무직보조인력 관리 등에 관한 사항

### 회계장비과
- 소방청사의 공사, 예산확보, 시설물 유지관리 등에 관한 사항
- 특별회계 운영, 예산편성 및 결산, 세입세출 외 현금관리 등에 관한 사항
- 화재 구조 구급 등 소방장비 및 물품 등 구매·현황관리 등에 관한 사항
- 소방장비 확인전검 및 중장기 보강계획 수립 등에 관한 사항

### 화재대응조사과
- 화재진압대책, 재난매뉴얼 개발, 의소대 및 소방용수 유지관리 등에 관한 사항
- 풍수해 자연재해 대비 대응, 소방활동 종합대책 등에 관한 사항
- 화재원인의 조사·분석·감식 및 화재 통계관리 등에 관한 사항
- 주요행사장 안전관리 및 대책 수립 등에 관한 사항

### 구조구급과
- 구조·구급행정의 법령 재·개정, 기본계획 수립·조정 등에 관한 사항
- 구조·구급대원 품질관리, 분석ᐧ평가 및 안전관리 등에 관한 사항
- 구조·구급활동 통계관리 분석 및 구조구급 정책 수립 등에 관한 사항
- 구조·구급활동 관련 기관 및 단체와의 협력 등에 관한 사항

### 예방안전과
- 소방시설 설계·감리·점검업 및 공사업 지도·감독 등에 관한 사항
- 특별조사, 안전관리자 지도감독 및 소방홍보 등에 관한 사항
- 위험물 시설 안전관리 및 지도·감독·단속 등에 관한 사항
- 119소년단 체험관 관리, 어린이 청소년 소방안전교육 등에 관한 사항

### 특수구조단
- 지진·테러·화생방·국지도발 등 특수재난 대응대책 등에 관한 사항
- 소방항공대 운항ᐧ관리 및 소방헬기의 유지관리 등에 관한 사항
- 테러·CBRNE 사고위험정보 수집관리, 초동대응 및 인명구조 활동 등에 관한 사항
- 특수·대형 재난 발생시 구조 활동 및 지휘·통제 등에 관한 사항

### 종합상황실
- 화재·구조·구급 등 신고접수·지령 및 상황 관제 등에 관한 사항
- 재난상황 총괄 정보수집·전파 및 상황보고 등에 관한 사항
- 긴급구조시스템, 소방정보화시스템 및 소방통신망 구축 유지관리 등에 관한 사항
- 의료상담 등 구급상황관리 등에 관한 사항

## 산하기관
| - 천안서북소방서 - 천안동남소방서 - 공주소방서 - 보령소방서 - 계룡소방서 | - 아산소방서 - 서산소방서 - 논산소방서 - 금산소방서 | - 부여소방서 - 서천소방서 - 홍성소방서 - 예산소방서 | - 청양소방서 - 당진소방서 - 태안소방서 - 충청소방학교 |

충청남도 소속 지방소방공무원은 총 3,006명이다. 충청남도 소방본부, 충청소방학교 및 도내 16개 소방서에서 근무하고 있으며, 이중 여성 소방공무원은 402명이다.

## 소방공무원 정원
충청남도 소속 지방소방공무원은 총 3,006명이다. 충청남도 소방본부, 충청소방학교 및 도내 16개 소방서에서 근무하고 있으며, 이중 여성 소방공무원은 402명이다.

### 소속별 정원
| 계    | 소방본부 | 충청소방학교 | 천안동남소방서 | 천안서북소방서 | 공주소방서 | 보령소방서 | 아산소방서 | 서산소방서 | 논산소방서 | 계룡소방서 | 당진소방서 | 금산소방서 | 부여소방서 | 서천소방서 | 청양소방서 | 홍성소방서 | 예산소방서 | 태안소방서 |
| 3,006 | 165      | 37           | 203            | 271            | 196        | 178        | 247        | 201        | 193        | 86         | 220        | 133        | 150        | 149        | 108        | 176        | 145        | 148        |

### 직급별 정원
| 계    | 소방정 | 소방령 | 소방경 | 소방위 | 소방장 | 소방교 | 소방사 |
| 3,006 | 20     | 66     | 216    | 240    | 450    | 961    | 1,053  |

## 보조 소방조직
- 충청남도 의용소방대

## 같이 보기
- 대한민국 소방청
- 대한민국의 소방
- 대한민국 소방공무원